# St. Joseph (Baierfeld)

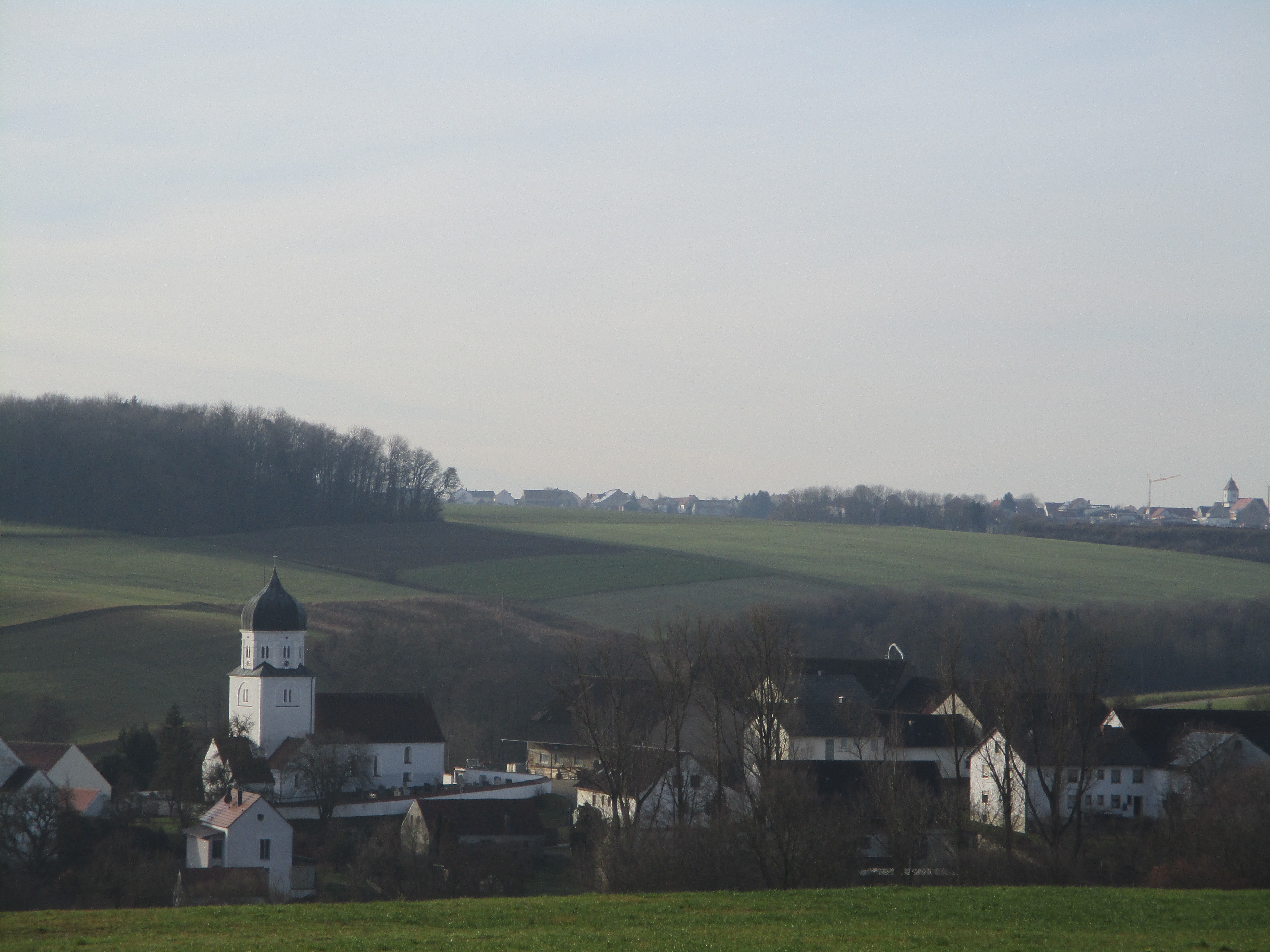
St. Joseph in Baierfeld

Die römisch-katholische Pfarrkirche St. Joseph steht in Baierfeld, einem Gemeindeteil von Buchdorf im Landkreis Donau-Ries von Bayern. Das Bauwerk ist in der Liste der Baudenkmäler in Buchdorf als Baudenkmal unter der Nr. D-7-79-126-4 eingetragen. Die Kirche gehört zur Pfarreiengemeinschaft Monheim im Dekanat Weißenburg-Wemding des Bistums Eichstätt. 

## Beschreibung
Die Saalkirche wurde im Kern um 1300 erbaut. An ihren Chorturm wurde 1482/83 das Langhaus nach Westen angebaut, das 1718 verlängert wurde und das im Innenraum mit einer Flachdecke überspannt ist. Der Chorturm wurde  1696 mit einem achteckigen Geschoss aufgestockt, das die Turmuhr und den Glockenstuhl mit drei Gussstahlglocken beherbergt, und mit einer Glockenhaube bedeckt. Unter dem mit einem Kreuzgratgewölbe überspannten Chor, d. h. dem Erdgeschoss des Chorturms, wurde 1706 eine Gruft unter einem Tonnengewölbe angelegt. Die Sakristei wurde 1718 an der Nordwand des Chorturms angebaut. 
Zur Kirchenausstattung gehören ein um 1740/50 gebauter Hochaltar und eine Kanzel, die aus der Schlosskirche von Schloss Bergstetten stammt.